# Drago Cotar
Drago Cotar, slovenski gospodarstvenik in športni delavec, * 15. maj 1951, Maribor.
Po diplomi na Ekonomsko-poslovni fakulteti v Mariboru leta 1975 je začel svojo poklicno pot v podjetju Elektrokovina. Že naslednje leto se je zaposlil v Zavarovalnici Maribor, sprva kot cenilec transportnih škod. Po šestih letih je napredoval v vodjo transporta, nato pa leta 1982 v pomočnika direktorja. Predsednik uprave Zavarovalnice Maribor je bil od leta 1990 do 2013. V letu 2002 je dobil naziv naj direktor po izboru Mariborčanov. Od leta 2013 do leta 2015 pa je opravljal funkcijo direkotorja Slovenskega zavarovalnega združenja.
V letu 2006 je bil imenovan za predsednika NK Maribor. V času njegovega predsednikovanja je klub dosegel nekatere največje uspehe v svoji zgodovini. V sezoni 2014/15 in 2017/18 se je klub tako uvrstil v skupinski del Lige prvakov, v sezonah 2011/12, 2012/13 v skupinski del Lige Evropa, v sezoni pa 2013/14 pa je v skupinskem delu osvojil 2. mesto in se uvrstil med 32 najboljših ekip v istem tekmovanju, kjer je v izločilnih bojih s skupnim izidom 3:4 izgubil proti kasnejšemu zmagovalcu FC Sevilla.